# Biologia computacional
La biologia computacional és una disciplina que es basa en l'ús d'eines informàtiques aplicades al camp de la biologia. En aquesta s'hi engloba l'anàlisi i seqüenciació del genoma, la modelització de biomolècules, els estudis d'evolució i creació d'arbres filogenètics, etc.
Alguns dels camps d'estudi relacionats amb la biologia computacional són:
- Bioinformàtica , és l'aplicació d'algoritmes i  tècniques estadístiques a la informació biològica que típicament consisteix en grans seqüències d'ADN, ARN, o proteïnes. Exemples de tècniques específiques inclouen alineament de seqüències, que és usat per a la recerca de seqüències en bases de dades i per a la seva comparació amb seqüències homòlogues; recerca de gens, i predicció de l'expressió gènica. El terme  biologia computacional  s'utilitza de vegades com a sinònim de  Bioinformàtica .
- Biomodelatge computacional , És un camp de  biocibernètica  que cerca construir models computacionals de  sistemes biològics
- Bioinformàtica estructural
- Genòmica computacional
- Modelatge molecular
- Sistemes biològics
- Predicció d'estructura de proteïnes
- Bioquímica i biofísica computacional

## Subcamps

### Anatomia computacional
L'anatomia computacional és una disciplina que se centra en l'estudi de la morfologia i de les formes anatòmiques macroscòpiques dins de l'escala visible. Implica el desenvolupament i l'aplicació de mètodes computacionals, matemàtics i d'anàlisi de dades per al modelatge i simulació d'estructures biològiques. Degut a la disponibilitat de mesures denses en 3D mitjançant tecnologies com la ressonància magnètica, l'anatomia computacional ha emergit com un subcamp de la imatge mèdica i la bioenginyeria pel tal d'extreure sistemes de coordenades anatòmiques tridimensionals a escala dels morfomes.
La formulació original de l'anatomia computacional és un model generatiu d'estructura i forma a partir d'exemplars alterats mitjançant transformacions, és dir, mitjançant el conjunt de difeomorfismes per tal d'estudiar diferents sistemes de coordenades via transformacions de coordenades generades per l'especificació lagrangiana i euleriana del camp de flux des d'una configuració anatòmica a una altra. Està relacionada amb l'anàlisi estadístic de figures i la morfometria, amb la distinció que s'utilitzen difeomorfismes per a mapar sistemes de coordenades.

### Biomodelatge computacional
El biomodelatge computacional és un camp relacionat amb la construcció de models informàtics de sistemes biològics. Té com a objectiu desenvolupar i utilitzar simulacions visuals per tal d'avaluar la complexitat dels sistemes biològics, mitjançant algoritmes especialitzats i un software de visualització. Aquests models permeten predir com reaccionaran els sistemes en diferents entorns, lo qual és útil per determinar si un sistema és robust, és a dir, si manté el seu estat i les seves funcions tot i les possibles pertorbacions externes i internes, fet essencial perquè un sistema biològic pugui sobreviure.
Tot i que les tècniques actuals se centren en sistemes biològics petits, els investigadors estan treballant en enfocaments que permetran analitzar i modelar xarxes més grans. La majoria dels investigadors creuen que això serà essencial per desenvolupar enfocaments mèdics moderns per crear nous fàrmacs i teràpia gènica.

### Genòmica computacional
La genòmica computacional és un camp dins de la genòmica que estudia el genoma de les cèl·lules i els organismes. De vegades es coneix com a Genètica Computacional i Estadística i engloba gran part de la Bioinformàtica. El Projecte Genoma Humà és un exemple de genòmica computacional. Aquest projecte pretén seqüenciar tot el genoma humà i fer-lo disponible mitjançant un gran conjunt de dades. Un cop completament implementat, això permetrà als metges analitzar el genoma d'un pacient individual per tal d'arribar a un diagnòstic. Això obre la porta a la possibilitat d'una medicina personalitzada, que prescrigui tractaments basats en els patrons genètics preexistents d'un individu. A més, aquest projecte ha iniciat molts projectes similars, amb l'objectiu de seqüenciar els genomes d'animals, plantes, bacteris i tots els altres tipus de vida.
Una de les principals maneres de comparar els genomes és per homologia de seqüències. L'homologia és l'estudi d'estructures biològiques i seqüències de nucleòtids en diferents organismes que provenen d'un avantpassat comú. La investigació actual sembla suggerir que el 80-90% dels gens dels genomes procariotes recentment seqüenciats es poden identificar d'aquesta manera.
Aquest camp encara està en desenvolupament, per exemple, un projecte que encara no ha estat gaire desenvolupat és l'anàlisi de regions intergèniques, tot i que alguns estudis mostren que aproximadament el 97% del genoma humà està format per aquestes regions. Els investigadors en genòmica computacional estan treballant en la comprensió de les funcions de les regions no codificants del genoma humà mitjançant el desenvolupament de mètodes computacionals i estadístics i mitjançant grans projectes de consorcis com ENCODE i el Roadmap Epigenomics Project.

### Neurociència computacional
La neurociència computacional és l'estudi de la funció cerebral en termes de propietats de processament de la informació de les estructures que formen el sistema nerviós. És un subcamp de la neurociència i busca analitzar les dades cerebrals per crear aplicacions pràctiques. Pretén modelar el cervell per examinar els aspectes específics del sistema neurològic, per construir models realistes del cervell a nivell cel·lular o bé models més simplificats per tal d'avaluar una propietat física específica del sistema neurològic.
La tasca de la neurociència computacional és millorar els algoritmes i les estructures de dades que s'utilitzen actualment per augmentar la velocitat d'aquests càlculs.

## Centres i institucions proveïdors de recursos en Biologia Computacional
- National Center for Biotechnology Information (NCBI)
- European Bioinformatics Institute (EBI)
- European Molecular Biology Laboratory (EMBL)
- Wellcome Sanger Institute (WSI)
- Broad Institute
- Whitehead Institute
- J. Craig Venter Institute (JCVI)
- Jack Baskin School of Engineering
- Netherlands Bioinformatics Centre (NBIC)
- The Centre for Computational and Systems Biology (COSBI)

## Societats i organitzacions rellevants
- International Society for Computational Biology
- Bioinformatics.org

## Revistes especialitzades
- (BMC) Algorithms for Molecular Biology
- Bioinformatics (formerly Computer Applications in the Biosciences)
- BMC Bioinformatics
- BMC Systems Biology
- Genome Biology
- Genomics
- Journal of Computational Biology
- Nucleic Acids Research
- PLoS Computational Biology
- PLoS ONE
- Statistical Applications in Genetics and Molecular Biology

## Conferències d'interès
- Intelligent Systems for Molecular Biology (ISMB)
- European Conference on Computational Biology (ECCB)
- Pacific Symposium on Biocomputing (PSB)
- International Conference on Research in Computational Molecular Biology (RECOMB)

## Bases de dades rellevants en Bioinformàtica i Biologia Computacional
- Ensembl
- UCSC Genome Browser
- Interpro
- Pfam
- OMIM
- Superfamily
- CATH
- SCOP
- Protein Data Bank
- DECIPHE